# Giải LVFCS cho nữ diễn viên chính xuất sắc nhất
Giải LVFCS cho nữ diễn viên chính xuất sắc nhất là một trong các giải của LVFCS dành cho nữ diễn viên đóng vai chính trong một phim, được bầu chọn là xuất sắc nhất. Giải này được lập từ năm 1997.

## Các người đoạt giải

### Thập niên 1990
| Năm  | Diễn viên            | Phim                  | Vai diễn         |
| ---- | -------------------- | --------------------- | ---------------- |
| 1997 | Helena Bonham Carter | The Wings of the Dove | Kate Croy        |
| 1998 | Gwyneth Paltrow      | Shakespeare in Love   | Viola De Lesseps |
| 1999 | Hilary Swank         | Boys Don't Cry        | Brandon Teena    |

### Thập niên 2000
| Năm  | Diễn viên         | Phim                                  | Vai diễn               |
| ---- | ----------------- | ------------------------------------- | ---------------------- |
| 2000 | Ellen Burstyn     | Requiem for a Dream                   | Sara Goldfarb          |
| 2001 | Tilda Swinton     | The Deep End                          | Margaret Hall          |
| 2002 | Nicole Kidman     | The Hours                             | Virginia Woolf         |
| 2003 | Charlize Theron   | Monster                               | Aileen Wuornos         |
| 2004 | Kate Winslet      | Eternal Sunshine of the Spotless Mind | Clementine Kruczynski  |
| 2004 | Kate Winslet      | Finding Neverland                     | Sylvia Llewelyn Davies |
| 2005 | Reese Witherspoon | Walk the Line                         | June Carter-Cash       |
| 2006 | Helen Mirren      | The Queen                             | Queen Elizabeth II     |
| 2007 | Ellen Page        | Juno                                  | Juno MacGuff           |
| 2008 | Kate Winslet      | The Reader                            | Hanna Schmitz          |
| 2008 | Kate Winslet      | Revolutionary Road                    | April Wheeler          |

Bản mẫu:LVFCS Awards Chron